# AEW Women's World Championship
Le AEW Women's World Championship (que l'on peut traduire par championnat du monde féminin de la AEW) est un championnat de catch (lutte professionnelle) utilisé par la All Elite Wrestling.
La championne actuelle est "Timeless" Toni Storm, qui en est à son quatrième règne. Elle a remporté le titre en prenant sa revanche sur "The Glamour" Mariah May, le 15 février 2025 à Grand Slam Australia.

## Historique
Le 18 juin 2019, 6 mois après la création de la fédération, le président Tony Khan annonce la création d'un championnat solo pour la division féminine,. Deux jours plus tard, la directrice de marque, Brandi Rhodes, annonce que le titre mondial féminin de la AEW sera inauguré le 31 août à All Out, et que la première championne sera couronnée le 2 octobre, lors du premier show hebdomadaire Dynamite,.

## Historique des règnes
Depuis la création de ce titre, il y a eu douze règnes par huit championnes différentes. Riho est la première championne inaugurale, Hikaru Shida possède le règne le plus long de l'histoire du titre avec 372 jours, mais aussi le règne le plus court avec 39 jours. Riho est la catcheuse la plus jeune à gagner ce titre, à l'âge de 22 ans, tandis que Nyla Rose est la catcheuse la plus âgée à le gagner, à l'âge de 37 ans.
| #  | Championne               | Règne | Date             | Durée      | Évènement            | Lieu                                 | Notes | Réf    |
| -- | ------------------------ | ----- | ---------------- | ---------- | -------------------- | ------------------------------------ | --- | ------ |
| 1  | Riho                     | 1er   | 2 octobre 2019   | 133 jours  | Dynamite             | Washington DC (District de Columbia) | Elle bat Nyla Rose pour devenir la première championne du monde de la AEW de l'histoire. | [ 6 ]  |
| 2  | Nyla Rose                | 1er   | 12 février 2020  | 101 jours  | Dynamite             | Austin, Texas                        | Elle bat Riho pour devenir la seconde championne du monde de la AEW et la première femme transgenre à gagner la ceinture. | [ 7 ]  |
| 3  | Hikaru Shida             | 1er   | 23 mai 2020      | 372 jours  | Double or Nothing    | Jacksonville (Floride)               | Elle bat Nyla Rose dans un No Disqualification Match pour devenir la troisième championne du monde de la AEW. | [ 8 ]  |
| 4  | Dr. Britt Baker, D.M.D.  | 1er   | 30 mai 2021      | 290 jours  | Double or Nothing    | Jacksonville (Floride)               | Elle bat Hikaru Shida par soumission pour devenir la quatrième championne du monde de la AEW. | [ 9 ]  |
| 5  | Thunder Rosa             | 1er   | 16 mars 2022     | 172 jours  | Dynamite             | San Antonio (Texas)                  | Elle bat Dr. Britt Baker D.M.D dans un Steel Cage Match pour devenir la cinquième championne du monde de la AEW. | [ 10 ] |
| —  | Vacant                   | —     | 24 août 2022     | 11 jours   | Dynamite             | Cleveland (Ohio)                     | À la suite de l'annonce de la blessure inconnue de Thunder Rosa, le titre est rendu vacant et une nouvelle championne intérimaire sera couronnée à All Out. | [ 11 ] |
| 6  | Toni Storm               | 1er   | 4 septembre 2022 | 76 jours   | All Out              | Hoffman Estates (Illinois)           | Elle bat Dr. Britt Baker, D.M.D., Jamie Hayter et Hikaru Shida dans un Fatal 4-Way match pour devenir la nouvelle championne par intérim. Le 23 novembre à Dynamite, la compagnie et Thunder Rosa se sont mis d'accord sur la vacation du titre, ce qui fait qu'elle est devenue officiellement la sixième championne du monde de la AEW. | [ 12 ] |
| 7  | Jamie Hayter             | 1er   | 19 novembre 2022 | 190 jours  | Full Gear            | Newark (New Jersey)                  | Elle bat Toni Storm pour devenir la seconde championne par intérim. Quatre soirs plus tard à Dynamite, la compagnie et Thunder Rosa se sont mis d'accord sur la vacation du titre, ce qui fait qu'elle devient officiellement la septième championne du monde de la AEW.                                                                  | [ 13 ] |
| 8  | Toni Storm               | 2e    | 28 mai 2023      | 66 jours   | Double or Nothing    | Las Vegas (Nevada)                   | Elle prend sa revanche sur Jamie Hayter et devient la première catcheuse à gagner deux fois la ceinture. | [ 14 ] |
| 9  | Hikaru Shida             | 2e    | 2 août 2023      | 25 jours   | Dynamite 200         | Tampa (Floride)                      | Elle bat Toni Storm et devient la seconde catcheuse à gagner deux fois la ceinture. | [ 15 ] |
| 10 | Saraya                   | 1er   | 27 août 2023     | 44 jours   | All In               | Londres ( Royaume-Uni)               | Elle bat Hikaru Shida, Toni Storm et Dr Britt Baker D.M.D dans un 4-Way match pour devenir la huitième championne du monde de la AEW, remporte le titre pour la première fois de sa carrière et son troisième titre personnel. | [ 16 ] |
| 11 | Hikaru Shida             | 3e    | 10 octobre 2023  | 39 jours   | Dynamite             | Independence (Missouri)              | Elle prend sa revanche sur Saraya et devient la première catcheuse à gagner trois fois la ceinture. | [ 17 ] |
| 12 | "Timeless" Toni Storm    | 3e    | 18 novembre 2023 | 281 jours  | Full Gear            | Los Angeles (Californie)             | Elle prend sa revanche sur Hikaru Shida et devient la seconde catcheuse à gagner trois fois la ceinture. | [ 18 ] |
| 13 | "The Glamour" Mariah May | 1er   | 25 août 2024     | 174 jours  | All In               | Londres ( Royaume-Uni)               | Elle bat "Timeless" Toni Storm pour devenir la neuvième championne du monde de la AEW et remporte le titre pour la première fois de sa carrière. | [ 19 ] |
| 14 | "Timeless" Toni Storm    | 4e    | 15 février 2023  | 109 jours+ | Grand Slam Australia | Brisbane ( Australie)                | Elle prend sa revanche sur Mariah May, devient la première catcheuse à gagner quatre fois la ceinture et au plus grand nombre de règnes. | [ 20 ] |

## Règnes combinés
| Signe | Notes                          |
| ----- | ------------------------------ |
|       | Travaille actuellement à l'AEW |

| Rang | Championne   | Règnes | Jours | 1re victoire |
| ---- | ------------ | ------ | ----- | ------------ |
| 1    | Toni Storm   | 4      | 532+  | 4 sept. 2022 |
| 2    | Hikaru Shida | 3      | 436   | 23 mai 2020  |
| 3    | Britt Baker  | 1      | 290   | 30 mai 2021  |
| 4    | Jamie Hayter | 1      | 190   | 19 nov. 2022 |
| 5    | Mariah May   | 1      | 174   | 25 août 2024 |
| 6    | Thunder Rosa | 1      | 172   | 16 mars 2022 |
| 7    | Riho         | 1      | 133   | 2 oct. 2019  |
| 8    | Nyla Rose    | 1      | 101   | 12 fév. 2020 |
| 9    | Saraya       | 1      | 44    | 27 août 2023 |